# 北陸電気保安協会
一般財団法人北陸電気保安協会（ほくりくでんきほあんきょうかい）は、北陸地方3県の企業・家庭向けに電気の点検・保安管理を行っている一般財団法人。

## 概要
1966年4月14日、財団法人北陸電気保安協会が設立。2012年4月1日、一般財団法人へ移行。
電気設備の保安管理と工事を本業としており、2021年（令和3年）から企業の防災支援や電気自動車（EV）の充電器設置サポートなどの事業も開始した。
本部は富山市桜橋通り（富山電気ビルディング）内にあったが、研修施設「総合技術開発交流センター」（富山市牛島町）の機能も統合し、2024年（令和6年）4月11日に富山市東田地方町に北陸電気保安協会本部ビルが竣工した。北陸電気保安協会本部ビルは鉄骨造、地上4階建てで同年5月7日から運用を開始した。
マスコットキャラクターは、虎がモチーフの「まもりタイガーくん」。

## 業務内容
- 各種電気設備の安全点検
- 企業向け各種電気設備の保安・監視
- 各種電気設備の取り付け・修理・新設相談
- 電気系資格技術講習会
- 電気を安全に使用するための広報業務
- 北陸電力との連携業務